# A Slice of the Top
A Slice of the Top è un album di Hank Mobley, pubblicato dalla Blue Note Records nel 1979. I brani furono registrati il 18 marzo 1966 al Van Gelder Studio di Englewood Cliffs, New Jersey (Stati Uniti).

## Tracce
Lato A
1. Hank's Other Bag – 7:10 (Hank Mobley)
2. There's a Lull in My Life – 6:22 (Harry Revel, Mack Gordon)
3. Cute 'N Pretty – 7:34 (Hank Mobley)

Lato B
1. A Touch of Blue – 8:44 (Hank Mobley)
2. A Slice of the Top – 9:40 (Hank Mobley)

## Musicisti
- Hank Mobley - sassofono tenore
- James Spaulding - sassofono alto, flauto
- Lee Morgan - tromba
- Kiane Zawadi - euphonium
- Howard Johnson - tuba
- McCoy Tyner - pianoforte
- Bob Cranshaw - contrabbasso
- Billy Higgins - batteria
- Duke Pearson - arrangiamenti